# Pierre Rolland
Pierre Rolland (ur. 10 października 1986 w Gien) – francuski kolarz szosowy.
Podczas Tour de France 2011 pełnił rolę głównego pomocnika lidera swojej drużyny, Thomasa Voecklera, który przez większość wyścigu jechał w żółtej koszulce. Po zwycięstwie na 19. etapie założył białą koszulkę jako najwyżej sklasyfikowany kolarz do 25. roku życia. Zdołał ją utrzymać już do końca wyścigu.

## Najważniejsze zwycięstwa i sukcesy
2007
- 2. miejsce w La Tropicale Amissa Bongo
  - 1. miejsce na 1. etapie
- 2. miejsce w Tour du Doubs
- 1. miejsce na 2. etapie Tour du Limousin

2009
- 3. miejsce w La Tropicale Amissa Bongo

2010
- 2. miejsce w Circuit de Lorraine
  - 1. miejsce na 4. etapie
- 2. miejsce w Circuit de Lorraine

2011
- 1. miejsce na 19. etapie Tour de France
  -  1. miejsce w klasyfikacji młodzieżowej

2012
- 1. miejsce na 3. etapie Étoile de Bessèges
- 8. miejsce w Tour de France
  - 1. miejsce na 11. etapie

2013
- 1. miejsce w Circuit de la Sarthe
  - 1. miejsce na 4. etapie
- 3. miejsce w Paryż-Camembert

2014
- 4. miejsce w Giro d'Italia

2015
- 1. miejsce w Vuelta a Castilla y León
- 10. miejsce w Tour de France

2016
- 10. miejsce w Critérium du Dauphiné

2017
- 1. miejsce w klasyfikacji sprinterskiej Volta Ciclista a Catalunya
- 1. miejsce na 17. etapie Giro d'Italia
- 1. miejsce na 3. etapie Route du Sud

2018
- 8. miejsce w Critérium du Dauphiné

2022
- 1. miejsce w klasyfikacji górskiej Critérium du Dauphiné

## Starty w Wielkich Tourach
| Grand Tour | 2009 | 2010 | 2011 | 2012 | 2013 | 2014 | 2015 | 2016 | 2017 | 2018 | 2019 | 2020 | 2021 | 2022 |
| ---------- | ---- | ---- | ---- | ---- | ---- | ---- | ---- | ---- | ---- | ---- | ---- | ---- | ---- | ---- |
| Giro       | -    | -    | -    | -    | -    | 4.   | -    | -    | 22.  | -    | -    | -    | -    | -    |
| Tour       | 20.  | 58.  | 10   | 8.   | 24.  | 11.  | 10.  | 16.  | 54.  | 27.  | -    | 18   | 51.  | 68.  |
| Vuelta     | -    | DNF  | -    | -    | -    | -    | 50.  | 50.  | -    | 56.  | -    | -    | -    | -    |

## Rankingi
| Rok                | 2008 | 2009 | 2010 | 2011 | 2012 | 2013 | 2014 | 2015 | 2016  | 2017 | 2018  | 2019 | 2020 | 2021  | 2022 |
| ------------------ | ---- | ---- | ---- | ---- | ---- | ---- | ---- | ---- | ----- | ---- | ----- | ---- | ---- | ----- | ---- |
| UCI ProTour        | 130. |      |      |      |      |      |      |      |       |      |       |      |      |       |      |
| UCI World Calendar |      | -    | 119. |      |      |      |      |      |       |      |       |      |      |       |      |
| UCI World Tour     |      |      |      |      |      |      | 36.  |      | 133.  | 133. | 122.  |      |      |       |      |
| World Ranking      |      |      |      |      |      |      |      |      | 277.  | 278. | 337.  | 414. | 179. | 1098. | 858. |
| UCI Europe Tour    |      |      | 141. | 178. | 209. | 55.  |      | 129. | 1543. | 473. | 1905. | 330. | 148. | 814.  | 642. |
| UCI Asia Tour      |      |      | -    | 276. | -    | -    |      | -    | -     | -    | -     |      |      |       |      |
|                    |      |      |      |      |      |      |      |      |       |      |       |      |      |       |      |
| Źródło: UCI        |      |      |      |      |      |      |      |      |       |      |       |      |      |       |      |